# Shamseddin Seyed-Abbasi
Shamseddin Seyed-Abbasi (n. 4 februarie 1943, Teheran, Iran – d. 16 martie 2004, Teheran, Iran) a fost un luptător ce a reprezentat Iran, medaliat olimpic. A participat la 2 ediții ale Jocurilor Olimpice (1968, 1972) în care a câștigat o medalie de bronz.